# All In (2024)
All In (2024) est un Pay-per-view de catch (lutte professionnelle) produit par la promotion américaine All Elite Wrestling. L'événement a eu lieu le 25 août 2024 au Wembley Stadium à Londres (Royaume-Uni). Il s'agit de la seconde édition de All In.

## Contexte
Les spectacles de la All Elite Wrestling (AEW) sont constitués de matchs aux résultats prédéterminés par les scénaristes de la compagnie. Ces rencontres sont justifiées par des storylines – une rivalité entre catcheurs, la plupart du temps – ou par des qualifications survenues dans les shows de la AEW, tels que Dynamite, Rampage et Collision. Tous les catcheurs possèdent un gimmick, c'est-à-dire qu'ils incarnent un personnage gentil (Face) ou méchant (Heel), qui évolue au fil des rencontres. Un événement comme All In est donc un événement tournant pour les différentes storylines en cours.

## Tableau des matchs
| Ordre par numéros | Résultat | Stipulation(s) | Temps |
| --- | --- | --- | ----- |
| 1P | Tommy Billington, Kip Sabian, Rocky Romero, Lio Rush, Top Flight (Action Andretti, Darius et Dante Martin) et Kyle Fletcher (avec Don Callis) battent Jay Lethal, Satnam Singh, Anthony Ogogo, Ariya Daivari, Private Party (Zay and Quen) et The Dark Order (John Silver et Alex Reynolds) (avec Evil Uno et Sonjay Dutt) | 16-Man Tag Team match | 11:35 |
| 2P | The Conglomeration (Willow Nightingale et Tomohiro Ishii) bat Kris Statlander et Stokely Hathaway | Mixed Tag Team match L'équipe gagnante pourra choisir la stipulation pour le match entre les deux catcheuses à All Out.                    | 8:10  |
| 3P | Dustin Rhodes, Sammy Guevara, Katsuyori Shibata et The Von Erichs (Marshall et Ross) (avec Kevin Von Erich) battent The Undisputed Kingdom (Matt Taven et Mike Bennett) et Cage of Agony (Brian Cage, Bishop Kaun et Toa Liona)                                                                                            | 10-Man Tag Team match | 11:10 |
| 4 | Blackpool Combat Club (Claudio Castagnoli et Wheeler Yuta) et PAC battent The Patriarchy (Christian Cage, Killswitch et "The Prodigy" Nick Wayne) (c) (avec Mother Wayne), House of Black (Malakai Black, Brody King et Buddy Matthews) et Bang Bang Gang (Juice Robinson et The Gunns)                                    | 4-Way London Ladder match pour les AEW World Trios Championship                                                                            | 19:10 |
| 5 | "The Glamour" Mariah May bat "Timeless" Toni Storm (c) (avec Luther) | Match simple pour le AEW Women's World Championship                                                                                        | 15:15 |
| 6 | Hook bat Chris Jericho (c) (avec Big Bill et Bryan Keith) par soumission | FTW Rules match pour le FTW Championship Si Hook perd, il n'aura plus d'opportunités pour la ceinture tant que Chris Jericho est champion. | 10:15 |
| 7 | The Young Bucks (Matthew et Nicolas Jackson) (c) battent The Acclaimed (Max Caster et Antony Bowens) (avec Billy Gunn) et FTR (Cash Wheeler et Dax Harwood) | 3-Way Tag Team match pour les AEW World Tag Team Championship                                                                              | 13:30 |
| 8 | Christian Cage bat Orange Cassidy, Kazuchika Okada, Nigel McGuinness, Kyle O'Reilly, Zack Sabre, Jr., Roderick Strong, Mark Briscoe, "Hangman" Adam Page, Jeff Jarrett, Ricochet et Luchasaurus | Casino Gauntlet match Le gagnant obtiendra un match pour le AEW World Championship.                                                        | 26:00 |
| 9 | Will Ospreay bat MJF (c) | Match simple pour le AEW American Championship                                                                                             | 25:45 |
| 10 | Mercedes Moné (c) (avec Kamille) bat Dr Britt Baker D.M.D | Match simple pour le AEW TBS Championship                                                                                                  | 17:25 |
| 11 | Jack Perry (c) bat Darby Allin | Coffin match pour le AEW TNT Championship                                                                                                  | 9:35  |
| 12 | Bryan Danielson bat Swerve Strickland (c) (avec Prince Nana) par soumission | Title vs. Career match pour le AEW World Championship Si Bryan Danielson perd, il devra mettre fin à sa carrière de catcheur.              | 26:00 |
| La lettre C placée entre parenthèses désigne la personne ou l’équipe championne en titre. P – indique que le match a eu lieu lors du pré-show | | |       |